# IX Испански легион
IX Испански легион (Legio VIIII Hispana; Legio IX Hispana) e римски легион, който съществува от средата на 1 век пр.н.е. до средата на 2 век пр.н.е..
Сформиран е от Юлий Цезар и знакът на емблемата му е вероятно бик.
От 58 пр.н.е. до 51 пр.н.е. участва с Юлий Цезар в Галските войни. Стациониран е в Испания, а след това изместен в Гърция, където участва в гражданската война против Помпей Велики. През 48 пр.н.е. се сражава в битката при Фарсала.
През 46 пр.н.е. е с Цезар в Африка. Войниците са изпратени в пенсия.
Около 41 пр.н.е. Октавиан сформира отново легиона и се бие против Секст Помпей в окупираната от него Сицилия. След това легионът е активен на Балканите, където получава новото име Legio VIIII Macedonica. Участва в боевете против Марк Антоний между другото и в битката при Акциум.
През 25 пр.н.е. участва в осемгодишната война против иберите в кантабрийската война. Напуска Испания и заради успехите си получава името Legio VIIII Hispana и отива в Панония, където е стациониран до 43 г. в Сисак (в Хърватия). Части от легиона са изпратени в провинция Африка и в Мавретания и от 21 до 23 г. помагат с легат Публий Корнелий Лентул Сципион на III Августов легион в боевете против въстаналия цар Такфаринат.
През 43 г. император Клавдий изпраща легиона в Британия и до 65 г. е стациониран в два лагера (Longthorpe и Newton-on-Trent).
През 59 г. легионът е в Британия с легат Квинт Петилий Цериалис и потушава въстанието на Боудика през 60/61 г. при Камулодун. Една трета от легиона – преди всичко пехотинците – е унищожена. Цериалис успява с конницата да се спаси в лагер.
Легионът е попълнен с войници от Германия и 65 г. отива в Линд Колония (Линкълн). През 71 г. сменя II Спомагателен легион в Еборак (Йорк)
През 102 – 106 г. някои части участват в битките в Дакия.
За последен път е споменат през 121 г., че е в Долна Германия.